# کیم جی-یونگ (بازیگر، زاده ۱۹۷۴)
کیم جی-یونگ (کره‌ای: 김지영؛ زادهٔ ۷ سپتامبر ۱۹۷۴) بازیگر اهل کره جنوبی است. او برندهٔ چندین جایزهٔ بهترین بازیگر نقش مکمل زن به خاطر بازی در نقش یک بازیکن هندبال در فیلم درام ورزشی برای همیشه در لحظه (۲۰۰۸) شد. کیم جی-یونگ همچنین به عنوان نقش اصلی در مجموعه‌های تلویزیونی احمق دوست داشتنی من (۲۰۰۶)، دو همسر (۲۰۰۹)، با من ازدواج کن، لطفاً (همچنین با نام همه چیز دربارهٔ ازدواج نیز شناخته می‌شود) (۲۰۱۰) و همه می‌گویند کیمچی (۲۰۱۴) و همچنین فیلم تاچ (۲۰۱۲) حضور پیدا کرده‌است.